# Силем

Остров Силем (на английски: Sillem Island) е 54-тият по големина остров в Канадския арктичен архипелаг. Площта му е 482 км2, която му отрежда 67-о място сред островите на Канада. Административно принадлежи към канадската територия Нунавут. Необитаем.
Островът се намира край източното крайбрежие на Бафинова земя, във вътрешността на дълбоко врязания в сушата залив Скот. Във входа на залива се намира малкия остров Скот, а на 6,5 км на югозапад от него е остров Силем. Широкият 4 км фиорд Гибс на юг и югозапад и 2,6-километровия фиорд Кларк на север и запад (двата са разклонения на залива Скот) го отделет от бреговете на Бафинова земя.
Бреговата линия с дължина 93 км е слабо разчленена, като само на северното крайбрежие има малък затворен залив. Островът има продълговата форма от югозапад на североизток с дължина 34,5 км и максимална ширина от северозапад на югоизток – 20,5 км.
Западните и източните брегове са стръмни, на места отвесни с относителна височина 600-700 м на 500 м от брега. Вътрешността е планинска с максимална височина до 1590 м, покрита с леден купол, от който към съседните брегове се спускат до морето лезени езици. В югозападната част на острова има езеро с дължина от север на юг 2,5 км.
Островът е открит вероятно от английския морски офицер Едуард Огъстъс Инглфилд през есента на 1852 г., когато същия картира голяма част от източните брегове на Бафинова земя.
|  | Тази страница частично или изцяло представлява превод на страницата „Силлем (остров)“ в Уикипедия на руски. Оригиналният текст, както и този превод, са защитени от Лиценза „Криейтив Комънс – Признание – Споделяне на споделеното“, а за съдържание, създадено преди юни 2009 година – от Лиценза за свободна документация на ГНУ. Прегледайте историята на редакциите на оригиналната страница, както и на преводната страница, за да видите списъка на съавторите. ВАЖНО: Този шаблон се отнася единствено до авторските права върху съдържанието на статията. Добавянето му не отменя изискването да се посочват конкретни източници на твърденията, които да бъдат благонадеждни. |